# Pteris morrisonicola
Pteris morrisonicola là một loài dương xỉ trong họ Pteridaceae. Loài này được Hayata mô tả khoa học đầu tiên năm 1909.
Danh pháp khoa học của loài này chưa được làm sáng tỏ. 